# Leisure (film)
Pour plus de détails, voir Fiche technique et Distribution.
Leisure est un film d'animation australien réalisé par Bruce Petty et sorti en 1976.
Il a remporté l'Oscar du meilleur court métrage d'animation en 1977.

## Fiche technique
- Réalisation : Bruce Petty
- Producteur : Suzanne Baker
- Société de production : Film Australia
- Montage : Peter Blaxland
- Musique : Michael Carlos
- Durée : 14 minutes
- Date de sortie : 4 juin 1976 ( Australie)

## Distinctions
- 1977 : Oscar du meilleur court métrage d'animation[1]